# إرنست رايت
إرنست رايت (10 نوفمبر 1867 في نيوزيلندا - 10 أغسطس 1940 بسيدني في أستراليا) (بالإنجليزية: Ernest Wright)‏ هو لاعب كريكت نيوزلندي.

## وصلات خارجية
- إرنست رايت على موقع إي آس بي آن كريك إنفو (الإنجليزية)